# Vila-real Club de Futbol (femení)
L'equip femení del Vila-real Club de Futbol va ser creat l'any 2000. Actualment milita a Primera Federació. La temporada 2020-21 va aconseguir per primera vegada l'ascens a la Primera Divisió Femenina d'Espanya. Compta amb altres equips en categories inferiors, com són els equips "B" i "C", a més dels equips de futbol base.

## Història
El Femení A del Vila-real Club de Futbol va ser creat l'any 2000.
La temporada 2018-19 va aconseguir l'ascens a l'acabada de crear Primera B en derrotar el Llevant "B" per 1-3 en el camp granota. L'equip va acabar en tercera posició del Grup VII de la Segona Divisió Femenina i finalment va obtindre una plaça per a la nova segona categoria nacional. L'ascens va permetre que la mateixa temporada ascendiren els equips B i C.
La temporada 2019-20 va començar amb el fitxatge de la futbolista i atleta Salma Paralluelo i va acabar abans del previst per la pandèmia de COVID-19 a Espanya, que va obligar a donar per finalitzada la Lliga abans d'hora. El Vila-real va acabar en quarta posició del Grup Sud, per la qual cosa tornaria a disputar la mateixa categoria la temporada següent.
Amb l'objectiu de l'ascens a la Primera Divisió, en l'estiu de 2020 el club va fitxar la lateral internacional per Romania, Olivia Oprea. En la temporada 2020-21, el Vila-real Club de Futbol va finalitzar en primera posició en el Grup Sud B de la Segona Divisió Femenina d'Espanya. En la Segona fase va ser emmarcat en el Grup Sud C. El 25 d'abril, després de després de vèncer per 4 a 0 al CFF Càceres en el camp 5 de la Ciutat Esportiva del Vila-real, va aconseguir, per primera vegada, l'ascens a la Primera Divisió Femenina d'Espanya. El 29 d'abril l'equip va celebrar l'ascens amb les tradicionals visites a la Diputació de Castelló, a l'Ajuntament de Vila-real i al sepulcre de Sant Pasqual Baylón, patró de la localitat.

## Uniforme
- Uniforme titular: Samarreta, pantalons i calcetins grocs.
- Uniforme alternatiu: Samarreta, pantalons i calcetins blaus.

## Planter
A més del primer equip que competeix en la Primera  Federació, el club compta amb dos equips més. El Vila-real C. F. Femení "B", que en la temporada 2020-21 juga al Grup VII de la Primera Nacional, i el Vila-real C. F. Femení "C", que en la temporada 2020-21 juga en la Lliga Autonòmica Femenina Valenta. També compta amb altres equips de futbol base: cadet infantil "A", cadet infantil "B" i aleví.

## Instal·lacions
L'equip disputa els seus partits com a local en el Camp 5 de la Ciutat Esportiva del Vila-real.